# L'Hospitalet-du-Larzac
L'Hospitalet-du-Larzac é uma comuna francesa na região administrativa de Occitânia, no departamento de Aveyron. Estende-se por uma área de 12,4 km². Em 2010 a comuna tinha 284 habitantes (densidade: 22,9 hab./km²).